# Jozef Klas
Jozef Ludwig Klas (Hannover (Para), 30 maart 1923 - Paramaribo, 1996) was een Surinaams beeldhouwer en kunstschilder. Tot zijn bekendste werken gelden Kwakoe (1963) en Mama Sranan (1965) in Paramaribo en het inheemse monument in Albina (1996).

## Biografie
Klas had verschillende banen. Hij werkte als kapper, in de machinebouw voor Billiton, als landbouwer en voor BEM als betonwerker. In zijn vrije tijd hield hij zich bezig met beeldhouwen en kunstschilderen. Op aansporing van Statenlid Just Rens begon hij een studie aan de School voor Beeldende Kunsten van Nola Hatterman.
In deze tijd bracht enkele bekende werken voort, zoals als Kwakoe (1963) dat als zijn bekendste werk geldt. Het herinnert aan de afschaffing van de slavernij honderd jaar eerder. In 1964 kwam hij in dienst van de overheid en kreeg hij de beschikking over een werkruimte.
Ook maakte hij in deze tijd het beeld Mama Sranan (1965), als uitbeelding van de diverse bevolkingsgroepen in Suriname. In 1966 maakte hij het beeld van zijn zoon Ruben, als waarschuwing aan ouders om beter op hun kinderen te passen. Zijn zoon was kort ervoor om het leven gekomen toen hij verstoppertje speelde in een oude koelkast.
In 1969 kreeg hij van de Surinaamse regering een studie-opdracht en ging hij voor vervolgstudie naar de Vrije Akademie Psychopolis in Den Haag. In oktober en november 1972 exposeerde hij zijn werk in Rotterdam.
Hij maakte twee beelden van pater Weidmann (1899-1962). Het eerste staat aan de Limesgracht en het tweede aan de Dr. Sophie Redmondstraat. Bij het PresidentiëlePaleis staat zijn beeld van Archibald Currie, de eerste geboren en getogen Surinamer die gouverneur van Suriname werd.
Tijdens het 150-jarige bestaan van Albina werd zijn beeld van inheemse Surinamers onthuld. Met de rivier erachter gaat het op in de natuur, wat hij bewust zo wilde als symbool van de vele eeuwen die de inheemsen met de natuur verbonden zijn geweest.